# Fonte da Pegadinha da Senhora e Laje dos Sinais

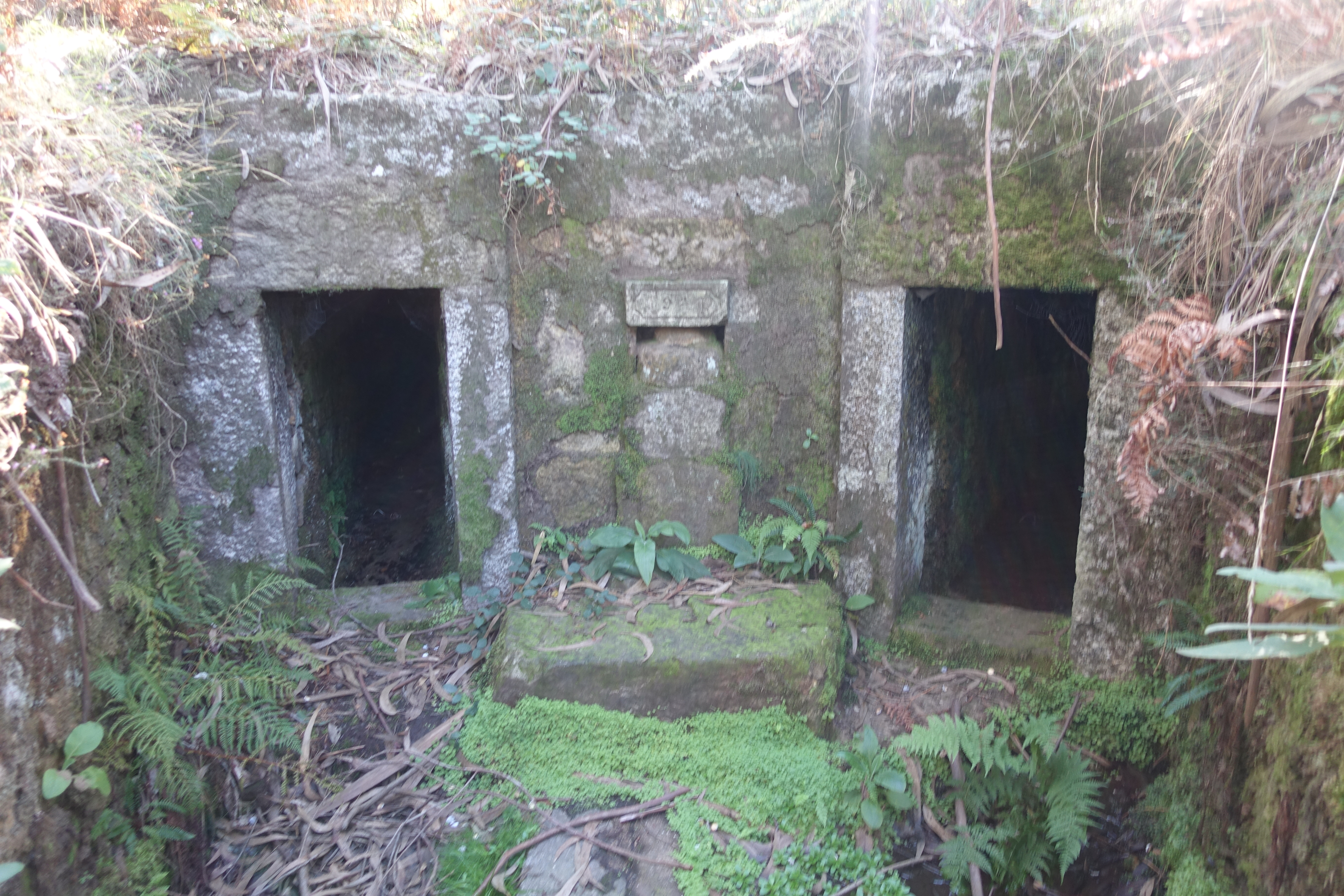
Fonte da Pegadinha da Senhora

A Fonte da Pegadinha da Senhora e a Laje dos Sinais ficam no monte d'Assaia.
A «Pegadinha da Senhora» de facto não era da Senhora, mas, segundo a tradição local, da ferradura do burro que a levou para o Egito; o desenho de tal ferradura era visível junto à Fonte da Pegadinha. Martins Sarmento alvitra que a romanização a terá ligado ao cavalo Pégaso da mitologia, tendo a população, posteriormente, criado a versão cristã do burro a caminho do Egito.
A Fonte da Pegadinha da Senhora fica em Chorente; próximo dela, há os restos de um monumento megalítico, um tolo.

## Laje dos Sinais

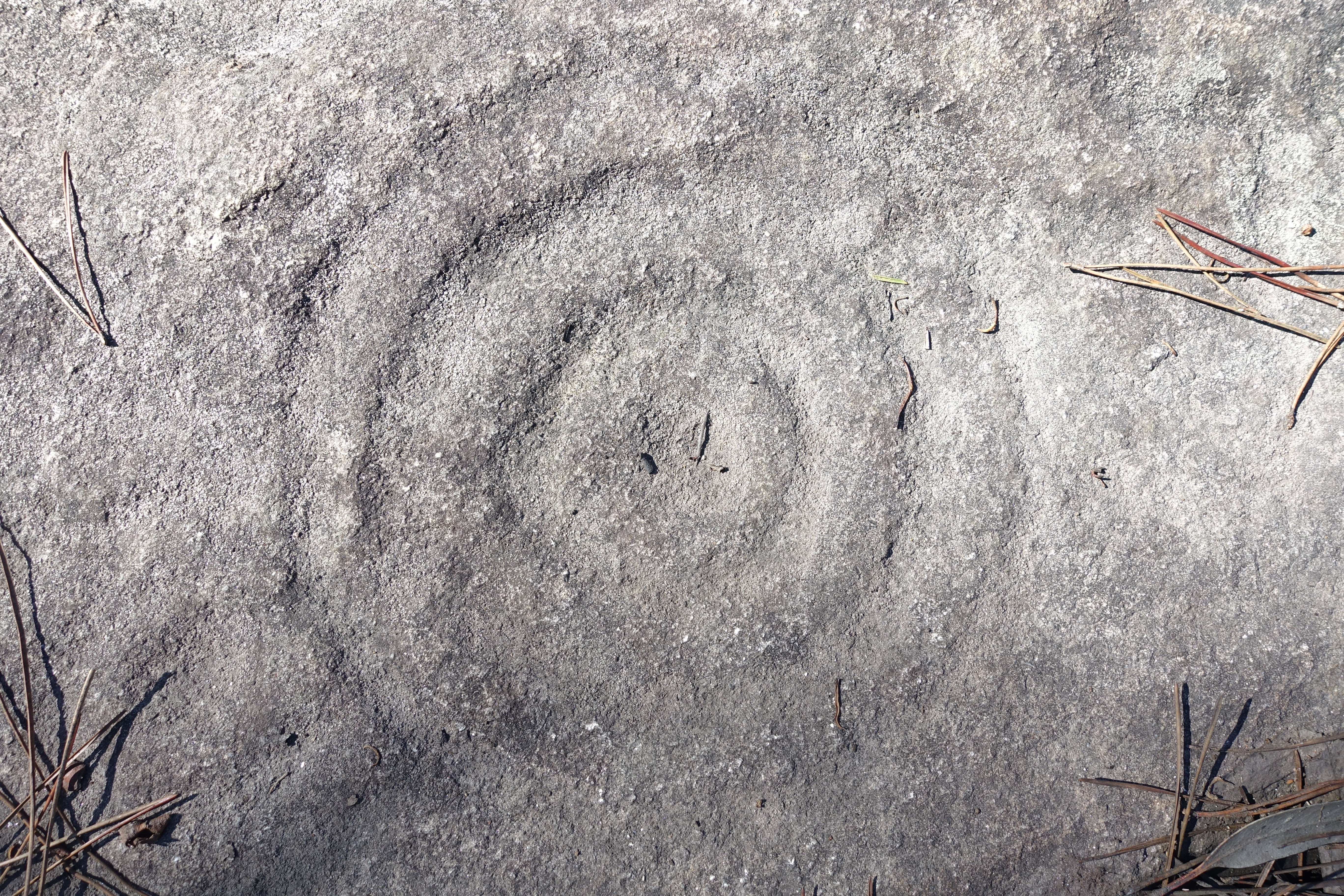
Figura na Laje dos Sinais

A Laje dos Sinais, com um original conjunto de inscrições rupestres é um penedo rente ao chão onde se podem ver, bem nítidas, gravuras duma suástica, fossetes e espirais. Fica nas Carvalhas.
Nas proximidades também, houve um cemitério talvez galaico-romano, donde o José Lobarinhas recolheu parte de três aras romanas, uma lucerna, pedras de moinhos e outros artefactos que se guardam na casa que lhe pertenceu em Chorente.
Quer o tolo quer a Laje dos Sinais foram estudadas pela Sociedade Martins Sarmento.